# Официални езици на Европейския съюз
Европейският съюз има 27 страни-членки, а 24 езика са обявени за официални езици на съюза.
В своята работа ЕС ползва езици, които всяка страна при присъединяването си обявява, че желае да ползва за официални. Многоезичната политика на съюза е уникална по своя род и допринася за ефикасността, легитимността и прозрачността в работата на общността.
ЕС провежда политика за насърчаване на употребата на всички официални езици на територията на целия съюз. Европейският комисар по многоезичието следи за следването на многоезичната политика на Евросъюза.

## Таблица на официалните езици на Европейския съюз
| Език         | Име             | Съкращение | Страни                             | Официален от |
| ------------ | --------------- | ---------- | ---------------------------------- | ------------ |
| Английски    | English         | EN         | Ирландия Малта                     | 1973         |
| Български    | Български       | BG         | България                           | 2007         |
| Гръцки       | Ελληνικά        | EL         | Гърция Кипър                       | 1981         |
| Датски       | Dansk           | DA         | Дания                              | 1973         |
| Естонски     | Eesti keel      | ET         | Естония                            | 2004         |
| Ирландски    | Gaeilge         | GA         | Ирландия                           | 2007         |
| Испански     | Español         | ES         | Испания                            | 1986         |
| Италиански   | Italiano        | IT         | Италия                             | 1957         |
| Латвийски    | Latviešu valoda | LV         | Латвия                             | 2004         |
| Литовски     | Lietuvių kalba  | LT         | Литва                              | 2004         |
| Малтийски    | Malti           | MT         | Малта                              | 2004(2007*)  |
| Немски       | Deutsch         | DE         | Австрия Белгия Германия Люксембург | 1957         |
| Нидерландски | Nederlands      | NL         | Белгия Нидерландия                 | 1957         |
| Полски       | Polski          | PL         | Полша                              | 2004         |
| Португалски  | Português       | PT         | Португалия                         | 1986         |
| Румънски     | Română          | RO         | Румъния                            | 2007         |
| Словашки     | Slovenčina      | SK         | Словакия                           | 2004         |
| Словенски    | Slovenščina     | SL         | Словения                           | 2004         |
| Унгарски     | Magyar          | HU         | Унгария                            | 2004         |
| Финландски   | Suomi           | FI         | Финландия                          | 1995         |
| Френски      | Français        | FR         | Белгия Люксембург Франция          | 1957         |
| Хърватски    | Hrvatski jezik  | CR         | Хърватия                           | 2013         |
| Чешки        | Čeština         | CS         | Чехия                              | 2004         |
| Шведски      | Svenska         | SV         | Финландия Швеция                   | 1995         |

## Други езици
Не всички езици, които са официални в страните членки, са официални и в ЕС. Например: люксембургският и турският са официални езици съответно в Люксембург и Кипър, но не и в Европейския съюз.
Въпреки че е неофициален за ЕС, руският език е широко говорим в новите страни членки т.е. след разширяванията от 2004 и 2007 формално в бившия източен блок. Руският е роден за около 1,3 милиона етнически руснаци и хора от смесени бракове, както и бивши граждани на СССР, живеещи в Латвия, Естония и Литва, както и от незначителна общност в Германия.

## Езикова класификация на официалните езици в ЕС
Мнозинството от официалните езици на Европейския съюз спадат към индоевропейското езиково семейство като доминират 3 големи подсемейства като германски, романски и славянски езици. Германските езици са широко представени в ЕС като датски, нидерландски, английски, немски и шведски. Романските езици са представени от Френски, италиански, португалски, румънски и испански. Славянските са в източната част и включват български, чешки, полски, хърватски словашки и словенски. С индоевропейски произход са и балтийските езици, представени от латвийски и литовски, келтските езици, представени от ирландски, както и гръцки език. Извън Индо-европейското семейство са естонският, финландският и унгарският езици от угро-финска група докато малтийският е семитски език с официален статус в ЕС.

## Азбуки
Официалните азбуки в ЕС са 3:
- Латиница от началото на съюза през 1957 година
- Гръцка азбука от приемането на Гърция в ЕС през 1981 година
- Кирилица от приемането на България в ЕС през 2007 година